# L'Entraîneur : Saison 03/04
L'Entraineur Saison 03/04 est un jeu de simulation de football de la série L'Entraîneur, édité par Eidos Interactive. Le joueur prend en main un club de football à la manière d'un manager anglais, c'est-à-dire qu'il prend en main aussi bien l'aspect sportif que financier du club.

## Accueil
- Jeuxvideo.com : 16/20[1]